# Vénus (1935)
Vénus (Q187) var en ubåt av Minerve-klass i den franska flottan, beställd 1936 och sänkt i Toulon i november 1942.

## Historia
Vénus kölsträcktes den 27 juni 1932 vid Chantiers Worms-varvet i Rouen, sjösattes den 6 april 1935 och togs i bruk den 15 november 1936 i 5e Escadrille de Sous-Marins (5:e ubåtsskvadronen) och tjänstgjorde i 15ème Division de Sous-Marins (15:e ubåtsdivisionen) i Toulon från 1937.
Den 10 januari 1940, under andra världskriget, lämnade hon Toulon för Oran och patrullerade Franska Västindien och återvände till Frankrike den 3 juni 1940. Efter att Frankrike kapitulerat till Tyskland i juni 1940 tjänstgjorde Vénus i Vichy-Frankrikes flotta. I februari 1941 var hon en del av en grupp ubåtar baserade i Casablanca, Franska Marocko, och från juli 1941 till februari 1942 var hon i Dakar, Senegal. Hon återvände sedan till Toulon.
Den 27 november 1942, efter den tyska ockupationen av Vichy, fick flottan i Toulon order om att sänka sina fartyg, men Vénus var en av fem ubåtar (de andra var Casabianca, Marsouin, Glorieux och Iris) som inte lydde och försökte fly genom att segla ut från hamnen och undvika minfält och tyska bombplan. De andra ubåtarna lyckades fly, men Vénus borrades i sank av sin besättning i inloppet till Toulons hamn.
Vraket bärgades 1951 och skrotades.